# Xestocephalus transversus
Xestocephalus transversus är en insektsart som beskrevs av William Lucas Distant 1918. Xestocephalus transversus ingår i släktet Xestocephalus och familjen dvärgstritar. Inga underarter finns listade i Catalogue of Life.